# 滨湖科伊查赫
滨湖科伊查赫是奥地利克恩顿州克拉根福兰县的一个市镇。总面积28.36平方公里，总人口2340人，人口密度82.5人/平方公里（2005年）。